# Campionato mondiale di calcio 1950
Il Campionato mondiale di calcio FIFA 1950 o Coppa del Mondo Jules Rimet 1950 (in portoghese: Copa do Mundo Jules Rimet 1950, in inglese: 1950 World Cup Jules Rimet), noto anche come Brasile 1950, è stato la quarta edizione della massima competizione per le rappresentative di calcio (squadre comunemente chiamate "nazionali") maschili maggiori delle federazioni sportive affiliate alla FIFA.
Si svolse in Brasile dal 24 giugno al 16 luglio 1950, dopo una lunga pausa di dodici anni dovuta alla Seconda guerra mondiale. Le città ospitanti furono Belo Horizonte, Curitiba, Porto Alegre, Recife, Rio de Janeiro e San Paolo.

## Assegnazione
Per la prima volta intitolato al suo creatore Jules Rimet, da venticinque anni alla presidenza della FIFA, il trofeo fece ritorno in Sud America. L'Europa era gravemente provata dalle distruzioni provocate dalla Seconda guerra mondiale e, durante una conferenza in Lussemburgo il 26 luglio 1946, il Brasile si candidò, unico paese, come organizzatore per il 1950, ripresentando la stessa proposta che aveva già avanzato per l'edizione cancellata del 1942. La FIFA accettò quasi subito, esorcizzando così la concreta paura che il torneo potesse cadere nel dimenticatoio.
La Germania Ovest e il Giappone, le due nazioni ritenute le maggiori responsabili della guerra, furono escluse in partenza, così come era successo per i Giochi olimpici di Londra 1948. Similmente a due anni prima, fece eccezione l'Italia che pur essendo stato paese aggressore, venne comunque invitata; era campione in carica e Ottorino Barassi, presidente della Federcalcio, non solo era vicepresidente della FIFA ma si era incaricato della custodia della Coppa Rimet durante gli anni burrascosi della guerra. Inizialmente gli azzurri tentennarono, poiché il paese era ancora in fase di ricostruzione dopo la fine del conflitto. Affinché i detentori accettassero l'invito, probabilmente fu decisiva l'offerta della FIFA, che aveva promesso di pagare alla delegazione azzurra tutte le spese necessarie per la trasferta; viaggio che avvenne in nave e non in aereo, a causa dello shock che aveva provocato appena un anno prima la tragedia di Superga, l'incidente aereo che segnò la fine dell'epopea del Grande Torino.

## Stadi
Sei sedi in sei città del Brasile hanno ospitato le 22 partite giocate per questo torneo. Il Maracanã, nell'allora capitale di Rio de Janeiro, ha ospitato otto partite, tra cui la famigerata partita del Maracanazo nel secondo gruppo di gironi che ha deciso i vincitori del torneo. Lo stadio Pacaembu di San Paolo ha ospitato sei partite; questi due stadi a San Paolo e Rio sono stati gli unici luoghi che hanno ospitato le partite del secondo turno del torneo. L'Estádio Sete de Setembro di Belo Horizonte ha ospitato tre partite, lo stadio Durival de Britto di Curitiba e lo stadio Eucaliptos di Porto Alegre hanno ospitato due partite e lo stadio Ilha do Retiro, nella lontana Recife, ha ospitato solo una partita.
| Rio de Janeiro | San Paolo                 | Belo Horizonte             |
| --- | ------------------------- | -------------------------- |
| Stadio Maracanã | Estádio do Pacaembu       | Stadio Raimundo Sampaio    |
| 22°54′43.8″S 43°13′48.59″W                                                                                         | 23°32′55.1″S 46°39′54.4″W | 19°54′30″S 43°55′04″W      |
| Capienza: 199 854                                                                                                  | Capienza: 60 000          | Capienza: 15 000           |
| |                           |                            |
| Rio de Janeiro San Paolo Belo Horizonte Curitiba · Porto Alegre RecifeCampionato mondiale di calcio 1950 (Brasile) |                           |                            |
| Curitiba | Porto Alegre              | Recife                     |
| Stadio Durival Britto e Silva                                                                                      | Estádio dos Eucaliptos    | Estádio Ilha do Retiro     |
| 25°26′22″S 49°15′21″W                                                                                              | 30°03′42″S 51°13′38″W     | 8°03′46.63″S 34°54′10.73″W |
| Capienza: 10 000                                                                                                   | Capienza: 12 000          | Capienza: 18 000           |
| |                           |                            |

## Squadre partecipanti
| Pr. | Squadra     | Data di qualificazione certa | Confederazione | Continente             | Partecipante in quanto                                         | Partecipazioni precedenti al torneo |
| --- | ----------- | ---------------------------- | -------------- | ---------------------- | -------------------------------------------------------------- | ----------------------------------- |
| 1   | Brasile     | 26 luglio 1946               | CONMEBOL       | America meridionale    | Rappresentativa della nazione organizzatrice della fase finale | 3 (1930, 1934, 1938)                |
| 2   | Italia      | 26 luglio 1946               | −              | Europa                 | Paese detentore del titolo                                     | 2 (1934, 1938)                      |
| 3   | Svizzera    | 18 settembre 1949            | −              | Europa                 | Vincitrice del Girone 4 (Europa)                               | 2 (1934, 1938)                      |
| 4   | Stati Uniti | 21 settembre 1949            | NAFC           | America settentrionale | Seconda classificata del Girone 9 (NAFC)                       | 2 (1930, 1934)                      |
| 5   | Messico     | 25 settembre 1949            | NAFC           | America settentrionale | Vincitrice del Girone 9 (NAFC)                                 | 1 (1930)                            |
| 6   | Svezia      | 13 novembre 1949             | −              | Europa                 | Vincitrice del Girone 5 (Europa)                               | 2 (1934, 1938)                      |
| 7   | Jugoslavia  | 11 dicembre 1949             | −              | Europa                 | Vincitrice del Girone 3 (Europa e Asia)                        | 1 (1930)                            |
| 8   | Spagna      | 9 aprile 1950                | −              | Europa                 | Vincitrice del Girone 6 (Europa)                               | 1 (1934)                            |
| 9   | Inghilterra | 15 aprile 1950               | −              | Europa                 | Vincitrice del Girone 1 (Europa)                               | −                                   |
| 10  | Bolivia     | −                            | CONMEBOL       | America meridionale    | Qualificata automaticamente nel Girone 7 (CONMEBOL)            | 1 (1930)                            |
| 11  | Cile        | −                            | CONMEBOL       | America meridionale    | Qualificata automaticamente nel Girone 7 (CONMEBOL)            | 1 (1930)                            |
| 12  | Uruguay     | −                            | CONMEBOL       | America meridionale    | Qualificata automaticamente nel Girone 8 (CONMEBOL)            | 1 (1930)                            |
| 13  | Paraguay    | −                            | CONMEBOL       | America meridionale    | Qualificata automaticamente nel Girone 8 (CONMEBOL)            | 1 (1930)                            |

Nota bene: nella sezione "partecipazioni precedenti al torneo", le date in grassetto indicano che la nazione ha vinto quella edizione del torneo, mentre le date in corsivo indicano la nazione ospitante.

### Ritirate
- India
- Scozia
- Turchia
- Francia

### Qualificazioni

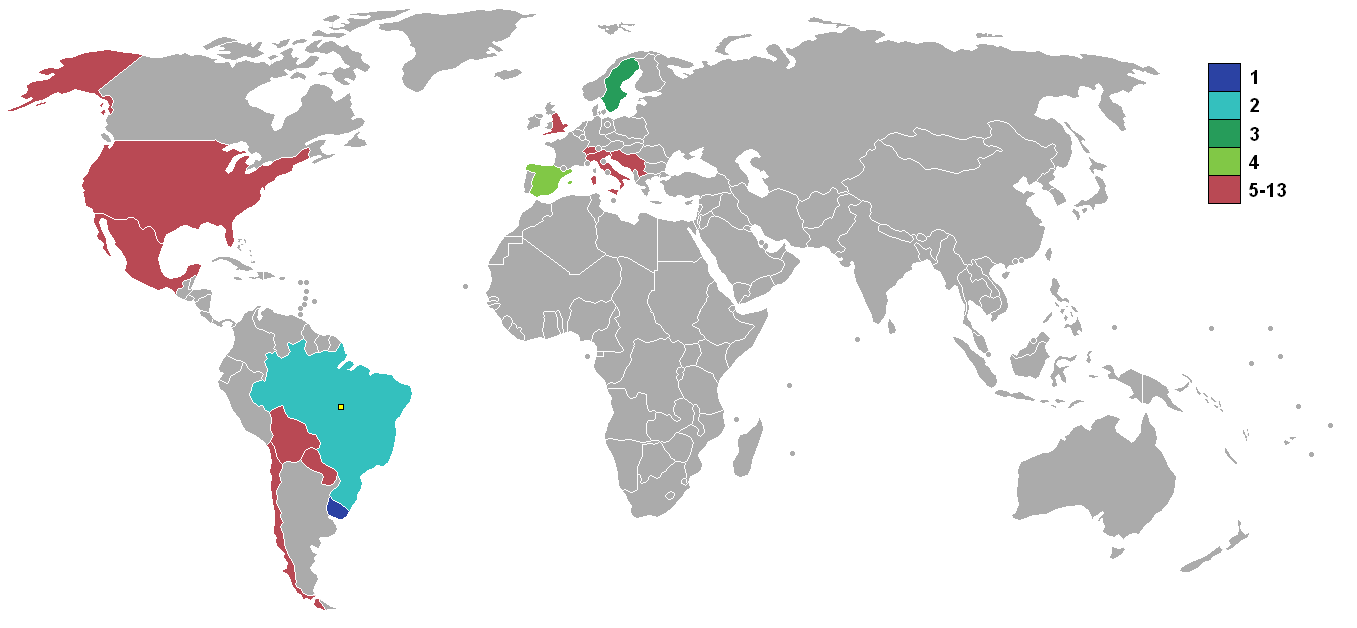
Piazzamenti delle nazionali

Nel complesso i meccanismi delle qualificazioni al mondiale furono poco chiari; a causa delle precarie condizioni economiche e sociali di molti paesi che ancora portavano le ferite della seconda guerra mondiale, vi furono numerose defezioni ed esclusioni. Così, nel tentativo di correre ai ripari e assicurare alla competizione il numero minimo di partecipanti, la FIFA cercò, senza successo, di ripescare anche nazionali precedentemente eliminate.
Per la prima volta le quattro federazioni britanniche si iscrissero alla competizione. Il tradizionale British Home Championship degli anni 1949-1950 funse loro da girone di qualificazione, vedendo primeggiare l'Inghilterra. Anche la Scozia, seconda classificata, ottenne la qualificazione; tuttavia gli scozzesi avevano preventivamente dichiarato che avrebbero preso parte al mondiale solo come primi del proprio girone, sicché tennero fede alla propria parola dando forfait. Al posto della Scozia arriva in sostituzione la Francia, che viene sorteggiata nel girone di Uruguay e Bolivia; tuttavia, la Federazione francese ritira il 5 giugno la nazionale, per protestare contro la Confederazione brasiliana che aveva stabilito un calendario che prevedeva, dopo l'incontro del 25 giugno contro l'Uruguay a Porto Alegre, il secondo incontro contro la Bolivia il 29 giugno a Recife, a circa 3500 km di distanza.
Si ritira inoltre la Turchia per problemi economici e, poco prima dell'inizio del torneo, anche l'India, quest'ultima essenzialmente per questioni di equipaggiamento tecnico: infatti, pur disponendo di una buona formazione, in cui spiccavano il capitano Rajani e il centravanti Rohan, gli asiatici erano soliti scendere in campo senza scarpe (vedendo l'uso di queste ultime come un handicap), perciò insistettero per poter giocare il mondiale a piedi nudi, cosa tuttavia non permessa dal regolamento.
Si prova a sostituire la nazionale turca con il Portogallo, ma anche questa federazione rinuncia all'invito. Viene successivamente presa in considerazione l'ipotesi di invitare Eire o Israele.
A causa di questi ritiri presero parte al torneo soltanto tredici squadre: cinque sudamericane, due nordamericane e sei europee, il minor numero di sempre al pari con l'edizione del 1930.

## Il sorteggio
Il sorteggio dei gruppi eliminatori venne effettuato a Rio de Janeiro il 22 maggio 1950.
Le nazionali di Brasile, Inghilterra, Italia e Uruguay vennero designate teste di serie dalla Confederazione Sportiva Brasiliana (con avallo del Comitato Organizzatore della FIFA) e inserite d'ufficio nei quattro gironi. Le restanti dodici nazionali vennero inserite nell'urna con delle palline numerate.
Le palline erano numerate come segue: (1) Bolivia, (2) Cile, (3) Spagna, (4) Stati Uniti d'America, (5) Francia, (6) India, (7) Jugoslavia, (8) Messico, (9) Paraguay, (10) Svezia, (11) Svizzera e (12) squadra da definire.
La composizione dei gironi che uscì dalle urne fu la seguente:
- Gruppo 1:  Brasile (testa di serie);  Jugoslavia (7);  Messico (8);  Svizzera (11)
- Gruppo 2:  Inghilterra (t.d.s.);  Spagna (3);  Stati Uniti (4);  Cile (2)
- Gruppo 3:  Italia (t.d.s.);  Svezia (10);  Paraguay (9);  India (6)
- Gruppo 4:  Uruguay (t.d.s.); squadra da definire (12);  Francia (5);  Bolivia (1)

## Avvenimenti

### Considerazioni storiche
Fu il primo mondiale a mostrare i numeri sulle maglie dei giocatori; dai mondiali 1954 in poi i numeri di maglia saranno fissi per ogni giocatore anziché per ruolo.

### Formula

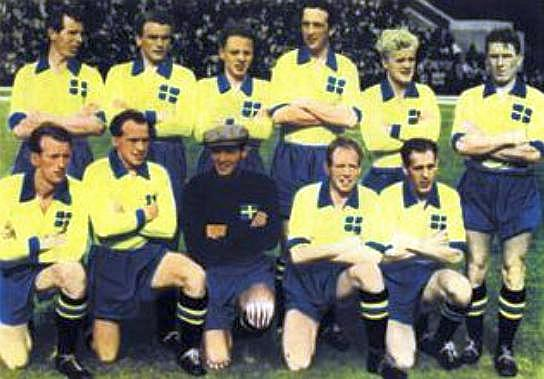
La Svezia, campione olimpica in carica, colse in Brasile il suo primo risultato di rilievo ai Mondiali, raggiungendo il terzo posto finale

Le esclusioni portarono alla compilazione di due gironi da quattro squadre, uno da tre e uno addirittura da due sole formazioni. Le quattro vincitrici dei suddetti raggruppamenti sarebbero poi confluite in un ulteriore girone finale all'italiana che, caso unico nella storia della rassegna iridata, avrebbe assegnato il titolo alla nazionale prima classificata, senza quindi la disputa di una canonica finale a due (pur se l'ultima partita del raggruppamento finale, tra Brasile e Uruguay, di fatto si rivelò decisiva per la vittoria del mondiale).

### Fase a gironi
L'Italia, formalmente ancora campione del mondo in carica (sebbene gli eventi bellici avevano fatto sì che fossero trascorsi ben dodici anni dalla precedente edizione del torneo iridato), venne inserita nel girone da tre con Svezia e Paraguay. Gli azzurri persero all'esordio contro gli scandinavi per 3-2, un risultato che li condannò visto che i rivali pareggiarono l'incontro successivo con il Paraguay, rendendo inutile la vittoria finale degli italiani sui sudamericani. I motivi della débâcle furono riconducibili al lungo decennio passato dall'impeccabile Italia di Pozzo e, soprattutto, al disastro aereo di Superga, che solo dodici mesi addietro aveva privato la squadra azzurra di almeno nove undicesimi dei suoi titolari. Proprio lo shock di Superga aveva lasciato pesanti tracce nella psicologia di tutto il calcio italiano; l'emozione degenerò in psicosi quando la delegazione tricolore si rifiutò di prendere l'aereo per recarsi in Brasile, preferendo alla trasvolata oceanica un massacrante viaggio con la nave Sises da Napoli fino a Santos e poi via terra fino a San Paolo, lungo tre settimane; i calciatori arrivarono in Sudamerica stanchi e poco allenati (cercarono di allenarsi sul ponte della nave ma durante il viaggio tutti i palloni finirono in mare), col grande caldo e la precaria sistemazione che influirono ulteriormente sulla cattiva prestazione azzurra.
La più grande sorpresa della fase a gironi arrivò comunque dai supposti maestri dell'Inghilterra che, dopo l'esordio vittorioso contro il Cile, persero incredibilmente contro gli Stati Uniti, in quello che è considerato uno dei più grandi upset della storia della competizione e persino del calcio mondiale, passato alla storia come il «miracolo di Belo Horizonte»: gli inglesi, che partecipavano per la prima volta alla rassegna iridata, arrivarono in Brasile come una delle favorite al titolo; i nordamericani contavano invece su una squadra di dilettanti, formata principalmente da postini, lavapiatti e immigranti. La sfida finì con un 1-0 (firmato da Gaetjens, nato ad Haiti) al quale molti tifosi inglesi, leggendo i quotidiani l'indomani, non vollero credere, immaginando un refuso di stampa, e che in molti ritengono tuttora uno dei momenti più scioccanti nella storia sportiva della nazione (una partita entrata nell'immaginario della cultura anglosassone, descritta in un romanzo di Geoffrey Douglas e a sua volta trasposta nel film In campo per la vittoria). I britannici persero poi col medesimo risultato anche contro la Spagna, venendo così eliminati al primo turno a vantaggio degli iberici. In Cile-Spagna e Cile-Brasile, il portiere cileno Sergio Livingstone divenne il primo portiere nella storia dei mondiali a giocare con maglie a maniche corte (cosa che non accadde fino al 1998, quando il portiere francese Fabien Barthez fece lo stesso).
Il Brasile invece superava il proprio girone al primo posto in virtù del 2-0 con la Jugoslavia all'ultimo turno: l'attaccante jugoslavo Rajko Mitić sbatté la testa su una trave dello spogliatoio pochi minuti prima del match contro il Brasile, e fu obbligato a entrare in campo in ritardo. Mentre Mitić era ancora nello spogliatoio per ricevere la sua medicazione, il Brasile segnò l'1-0.

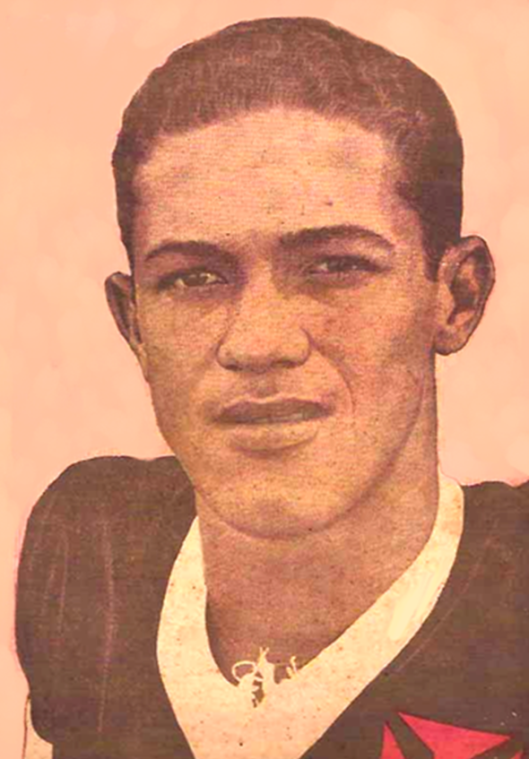
Il brasiliano Ademir, miglior marcatore del torneo con 9 reti.

L'Uruguay sconfisse per 8-0 la Bolivia nell'unico gironcino a due.

### Girone finale
Al girone finale presero dunque parte la Svezia, la Spagna, l'Uruguay e i padroni di casa del Brasile, ormai largamente favoriti.
Dopo due giornate, il Brasile conduceva la classifica del girone finale con 4 punti, frutto di due roboanti vittorie (13 gol fatti e due subiti) contro le due europee. Inseguiva un Uruguay che, nelle prime due partite del girone finale, aveva faticato più del previsto, ma che era ormai l'unico a poter togliere alla squadra ospitante, a cui sarebbe bastato un pareggio, la gioia del primo titolo. Quella che era praticamente una finale venne disputata il 16 luglio 1950 di fronte a un pubblico di oltre 170 000 persone (ma stime non ufficiali parlano di almeno 200 000) allo Stadio Maracanã di Rio de Janeiro. Le due squadre si erano affrontate nella Copa Rio Branco giocata in Brasile solo due mesi prima in tre match, uno vinto dalla Celeste 4-3 e due dal Brasile (2-1 e 1-0) che si aggiudicò il torneo; le due compagini quindi, seppur con caratteristiche molto diverse, si equivalevano e, a differenza di Spagna e Svezia, gli uruguaiani erano abituati alle sfide nei grandi stadi sudamericani, oltre a essere tatticamente i più preparati:
(Gianni Brera, la Repubblica, 1988.)
I padroni di casa passarono in vantaggio con Friaça all'inizio del secondo tempo ma, quando i giochi sembravano fatti, l'Uruguay prima pareggiò con la sua stella, Schiaffino, e poi passò addirittura in vantaggio con Ghiggia, dando vita a quello che in tutto il mondo è ricordato come il Maracanazo. Fu un dramma per tutto il paese: venne proclamato lutto nazionale e molte persone che avevano scommesso tutti i propri averi sulla vittoria del Brasile finirono in rovina, ed altri addirittura si suicidarono.
La nazionale brasiliana abbandonò persino il vecchio colore delle casacche per passare a una divisa verde e oro che riprendeva i colori della bandiera nazionale, mantenendo solo i calzettoni del colore originale come promemoria dell'accaduto. Inoltre, dato che in quell'occasione il portiere Moacir Barbosa era di colore, da allora in Brasile ciò è considerato un portasfortuna. L'Uruguay invece festeggiò la seconda vittoria in due partecipazioni.

## Risultati

### Fase a gironi

#### Gruppo 1

##### Classifica
| Pos. | Squadra    | Pt | G | V | N | P | GF | GS | DR |
| ---- | ---------- | -- | - | - | - | - | -- | -- | -- |
| 1.   | Brasile    | 5  | 3 | 2 | 1 | 0 | 8  | 2  | +6 |
| 2.   | Jugoslavia | 4  | 3 | 2 | 0 | 1 | 7  | 3  | +4 |
| 3.   | Svizzera   | 3  | 3 | 1 | 1 | 1 | 4  | 6  | −2 |
| 4.   | Messico    | 0  | 3 | 0 | 0 | 3 | 2  | 10 | −8 |

##### Incontri
| Arbitro: | Reader |

|                                       |           |  |
| Ademir 30’, 79’ Jair 65’ Baltazar 71’ | Marcatori |  |

| Arbitro: | Galeati |

|                                      |           |  |
| Mitić 58’ Tomašević 78’ Ognjanov 84’ | Marcatori |  |

| Arbitro: | Azon |

|                         |           |                 |
| Alfredo 3’ Baltazar 32’ | Marcatori | 17’, 88’ Fatton |

| Arbitro: | Leafe |

|                  |           |                                               |
| Ortíz 87’ (rig.) | Marcatori | 19’ Bobek 23’, 51’ Ž. Čajkovski 81’ Tomašević |

| Arbitro: | Griffiths |

|                       |           |  |
| Ademir 3’ Zizinho 69’ | Marcatori |  |

| Arbitro: | Eklind |

|             |           |                      |
| Casarín 75’ | Marcatori | 10’ Bader 37’ Tamini |

#### Gruppo 2

##### Classifica
| Pos. | Squadra     | Pt | G | V | N | P | GF | GS | DR |
| ---- | ----------- | -- | - | - | - | - | -- | -- | -- |
| 1.   | Spagna      | 6  | 3 | 3 | 0 | 0 | 6  | 1  | +5 |
| 2.   | Inghilterra | 2  | 3 | 1 | 0 | 2 | 2  | 2  | 0  |
| 3.   | Cile        | 2  | 3 | 1 | 0 | 2 | 5  | 6  | −1 |
| 4.   | Stati Uniti | 2  | 3 | 1 | 0 | 2 | 4  | 8  | −4 |

##### Incontri
| Arbitro: | van der Meer |

|                           |           |  |
| Mortensen 39’ Mannion 51’ | Marcatori |  |

| Arbitro: | Vianna |

|                           |           |             |
| Basora 75’, 78’ Zarra 85’ | Marcatori | 17’ Pariani |

| Arbitro: | Malcher |

|                      |           |  |
| Basora 17’ Zarra 30’ | Marcatori |  |

| Arbitro: | Dattilo |

|              |           |  |
| Gaetjens 38’ | Marcatori |  |

| Arbitro: | Galeati |

|           |           |  |
| Zarra 48’ | Marcatori |  |

| Arbitro: | Gardelli |

|                                                     |           |                             |
| Robledo 16’ Cremaschi 32’, 61’ Prieto 54’ Riera 82’ | Marcatori | 47’ Wallace 48’ (rig.) Maca |

#### Gruppo 3

##### Classifica
| Pos. | Squadra  | Pt       | G        | V        | N        | P        | GF       | GS       | DR       |
| ---- | -------- | -------- | -------- | -------- | -------- | -------- | -------- | -------- | -------- |
| 1.   | Svezia   | 3        | 2        | 1        | 1        | 0        | 5        | 4        | +1       |
| 2.   | Italia   | 2        | 2        | 1        | 0        | 1        | 4        | 3        | +1       |
| 3.   | Paraguay | 1        | 2        | 0        | 1        | 1        | 2        | 4        | −2       |
| –    | India    | ritirata | ritirata | ritirata | ritirata | ritirata | ritirata | ritirata | ritirata |

##### Incontri
| Arbitro: | Lutz |

|                                |           |                               |
| Jeppson 25’, 68’ Andersson 33’ | Marcatori | 7’ Carapellese 75’ Muccinelli |

| Arbitro: | Mitchell |

|                          |           |                            |
| Sundqvist 17’ Palmér 25’ | Marcatori | 34’ López 74’ López Fretes |

| Arbitro: | Ellis |

|                                |           |  |
| Carapellese 12’ Pandolfini 62’ | Marcatori |  |

#### Gruppo 4

##### Classifica
| Pos. | Squadra             | Pt       | G        | V        | N        | P        | GF       | GS       | DR       |
| ---- | ------------------- | -------- | -------- | -------- | -------- | -------- | -------- | -------- | -------- |
| 1.   | Uruguay             | 2        | 1        | 1        | 0        | 0        | 8        | 0        | +8       |
| 2.   | Bolivia             | 0        | 1        | 0        | 0        | 1        | 0        | 8        | −8       |
| –    | Francia             | ritirata | ritirata | ritirata | ritirata | ritirata | ritirata | ritirata | ritirata |
| –    | squadra da definire | ritirata | ritirata | ritirata | ritirata | ritirata | ritirata | ritirata | ritirata |

##### Incontri
| Porto Alegre 25 giugno 1950 | Uruguay | incontro – annullato | Francia |  |

| Recife 29 giugno 1950 | Francia | incontro – annullato | Bolivia |  |

| Arbitro: | Reader |

|                                                                          |           |  |
| Míguez 14’, 40’, 51’ Schiaffino 17’, 53’ Vidal 18’ Pérez 83’ Ghiggia 87’ | Marcatori |  |

### Girone finale

#### Classifica
| Pos. | Squadra | Pt | G | V | N | P | GF | GS | DR  |
| ---- | ------- | -- | - | - | - | - | -- | -- | --- |
| 1.   | Uruguay | 5  | 3 | 2 | 1 | 0 | 7  | 5  | +2  |
| 2.   | Brasile | 4  | 3 | 2 | 0 | 1 | 14 | 4  | +10 |
| 3.   | Svezia  | 2  | 3 | 1 | 0 | 2 | 6  | 11 | −5  |
| 4.   | Spagna  | 1  | 3 | 0 | 1 | 2 | 4  | 11 | −7  |

#### Incontri
| Arbitro: | Ellis |

|                                                     |           |                      |
| Ademir 17’, 37’, 51’, 59’ Chico 39’, 87’ Maneca 85’ | Marcatori | 67’ (rig.) Andersson |

| Arbitro: | Griffiths |

|                        |           |                 |
| Ghiggia 27’ Varela 72’ | Marcatori | 39’, 41’ Basora |

| Arbitro: | Leafe |

|                                                     |           |          |
| Ademir 15’, 57’ Jair 21’ Chico 29’, 55’ Zizinho 74’ | Marcatori | 70’ Igoa |

| Arbitro: | Galeati |

|                             |           |                         |
| Ghiggia 39’ Míguez 77’, 84’ | Marcatori | 4’ Palmér 41’ Sundqvist |

| Arbitro: | van der Meer |

|                                       |           |           |
| Sundqvist 15’ Mellberg 34’ Palmér 79’ | Marcatori | 82’ Zarra |

| Arbitro: | George Reader |

|                            |           |            |
| Schiaffino 66’ Ghiggia 79’ | Marcatori | 47’ Friaça |

## Statistiche

### Classifica marcatori
9 reti
- Ademir

5 reti
- Estanislao Basora
- Óscar Míguez

4 reti
- Chico
- Zarra
- Alcides Ghiggia

3 reti
- Kosta Tomašević
- Karl-Erik Palmér
- Stig Sundqvist
- Juan Alberto Schiaffino

2 reti
- Baltazar
- Jair
- Zizinho
- Atilio Cremaschi

- Riccardo Carapellese
- Željko Čajkovski
- Sune Andersson (1 rigore)

- Hasse Jeppson
- Jacques Fatton
- John Souza

1 rete
- Alfredo
- Friaça
- Maneca
- Andrés Prieto
- George Robledo
- Fernando Riera
- Wilf Mannion
- Stan Mortensen
- Ermes Muccinelli

- Egisto Pandolfini
- Stjepan Bobek
- Tihomir Ognjanov
- Horacio Casarín
- Héctor Benítez Ortiz (1 rigore)
- Atilio López
- César López
- Silvestre Igoa
- Joe Gaetjens

- Joe Maca (1 rigore)
- Gino Pariani
- Frank Wallace
- Bror Mellberg
- René Bader
- Jean Tamini
- Julio Pérez
- Obdulio Varela
- Ernesto Vidal

Autoreti
- José Parra Martínez (1)

## Premi

### All-Star Team[23]
| Portiere      | Difensori                                        | Centrocampisti                            | Attaccanti                             |
| ------------- | ------------------------------------------------ | ----------------------------------------- | -------------------------------------- |
| Roque Máspoli | Erik Nilsson José Parra Víctor Rodríguez Andrade | Obdulio Varela Bauer Alcides Ghiggia Jair | Zizinho Ademir Juan Alberto Schiaffino |

### Videografia
- Federico Buffa, Storie Mondiali: Il Maracanazo (1950), Sky Sport, 2014.